# L'Hôpital-Saint-Blaise
L'Hôpital-Saint-Blaise en francés, Ospitalepea en euskera, es una localidad y comuna francesa situada en el departamento de Pirineos Atlánticos, en la región de Aquitania y en el territorio histórico vascofrancés de Sola.
La comuna es atravesada por el Aucet, afluente del gave d'Oloron.

## Historia
L'Hôpital Saint-Blaise debe su nombre a Ospital con el significado de "casa grande", fundada a partir de un establecimiento de la orden de los caballeros hospitalarios que servía en el Camino de Santiago. Los canónigos de la abadía de Sainte-Christine en el alto de Somport construyeron a mediados del siglo XII un "hospital de la misericordia" del cual ha sobrevivido la iglesia clasificada Patrimonio Unesco de la Humanidad junto con otros monumentos de segmentos del Camino francés.

## La iglesia de San Blas
Construida en piedra ocre, la iglesia de San Blas es un edificio religioso declarado monumento histórico en 1888, que presenta una mezcla de los estilos arquitectónicos del Arte románico navarro y del arte hispanomusulmán.
Conservada desde el siglo XII, en el edificio destacan sus profundos ventanales adornados con esculturas, sus arcos polilobulados y su cúpula octogonal que soportada por columnas entrelazadas recuerda en su geometría a la columnata de la Mezquita de Córdoba.

## Demografía
| Gráfica de evolución demográfica de L'Hôpital-Saint-Blaise entre 1800 y 2012 |
|                                                                              |

Fuentes: Ldh/EHESS/Cassini e INSEE.

## Economía
La principal actividad es la agrícola (ganadería, maíz)